# Għajnsielem
Għajnsielem – jedna z jednostek administracyjnych na Malcie. Mieszka tutaj 3 200 mieszkańców. Għajnsielem obejmuje obszar na wyspie Gozo jak również całą wyspę Comino. Częścią Għajnsielem jest Mġarr wraz z portem Mgarr Harbour, z którego kursują promy na główną wyspę Maltę. Għajnsielem leży nad dwiema małymi zatokami: Xatt L-Ahmar oraz Mġarr ix-Xini, która jest na granicy z Sannat.

## Turystyka
- Fort Chambray z 1760 roku
- Wieża Świętej Marii na wyspie Comino, z 1618 roku
- Wieża św. Cecylii z 1613 roku
- Wieża Mġarr ix-Xini z 1661 roku
- Bateria Świętej Marii z 1716 roku
- Kaplica św. Cecylii w Għajnsielem (Santa Cecilia Chapel) z 1540 roku
- Comino Chapel, kaplica na wyspie Comino z XVII wieku
- Parish Church of Our Lady of Loreto, neogotycki kościół z XX wieku[6]
- Church of the Madonna of Lourdes, neogotycki kościół z 1893 roku[7]

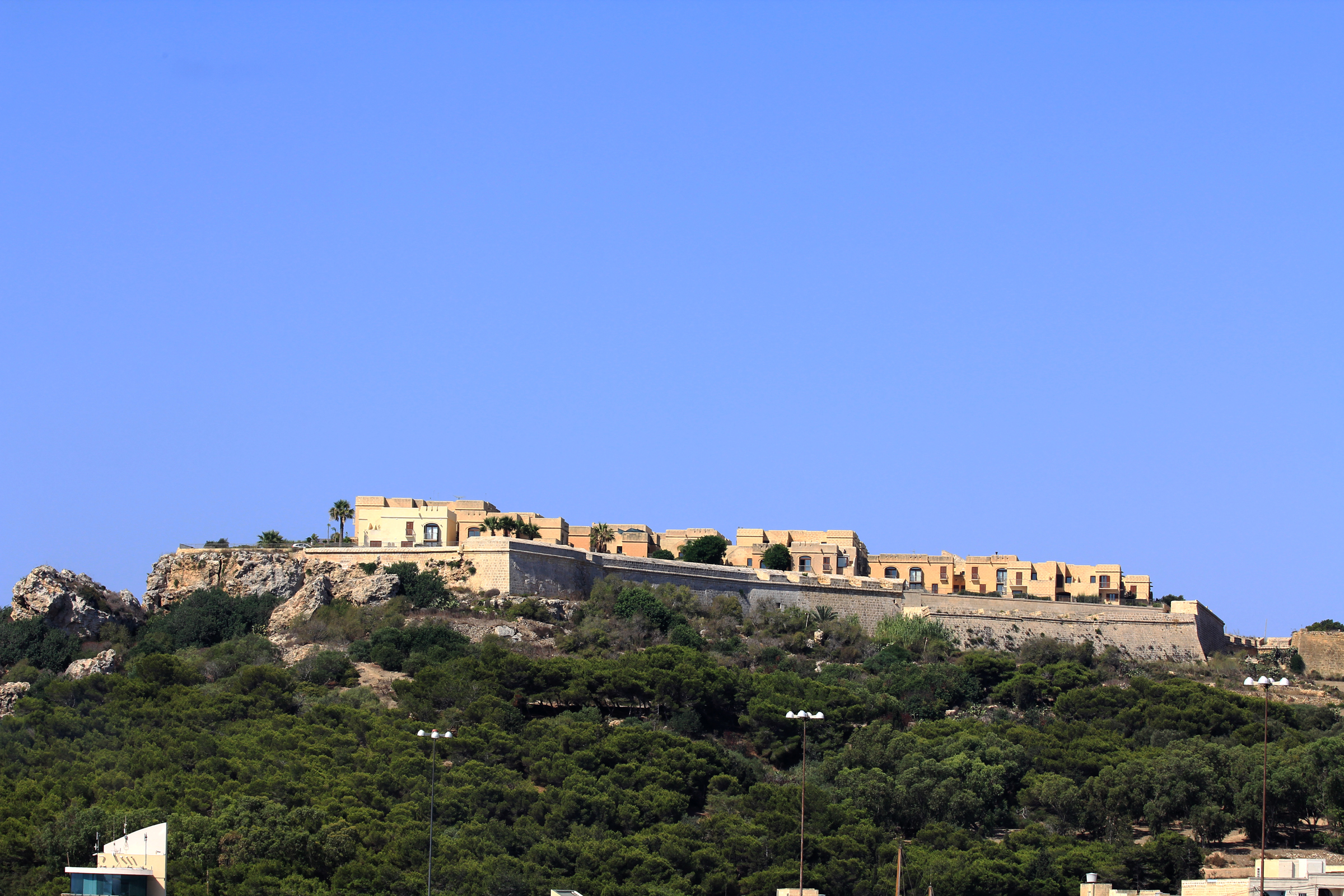
Fort Chambray
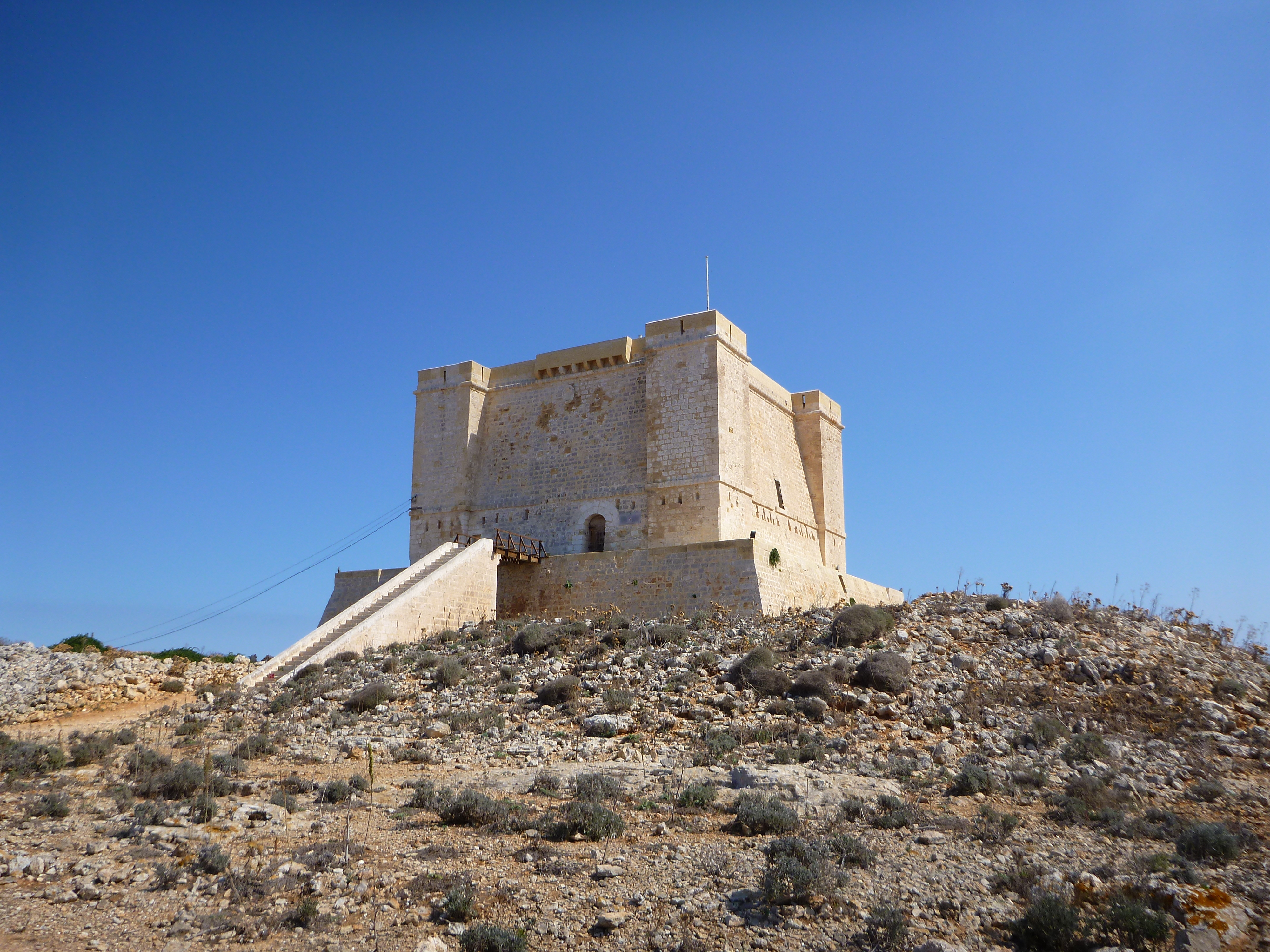
Wieża Świętej Marii
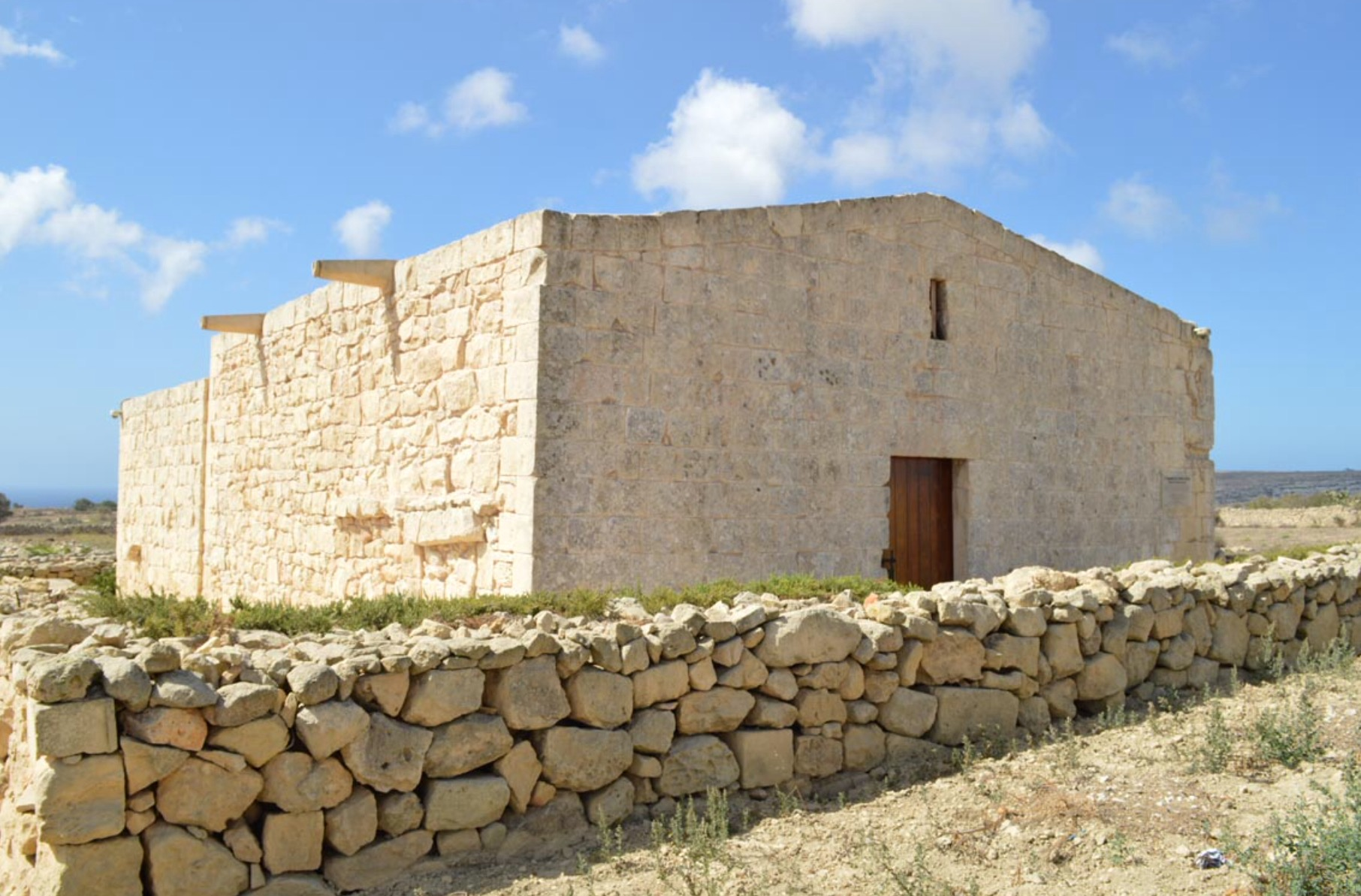
Kaplica św. Cecylii
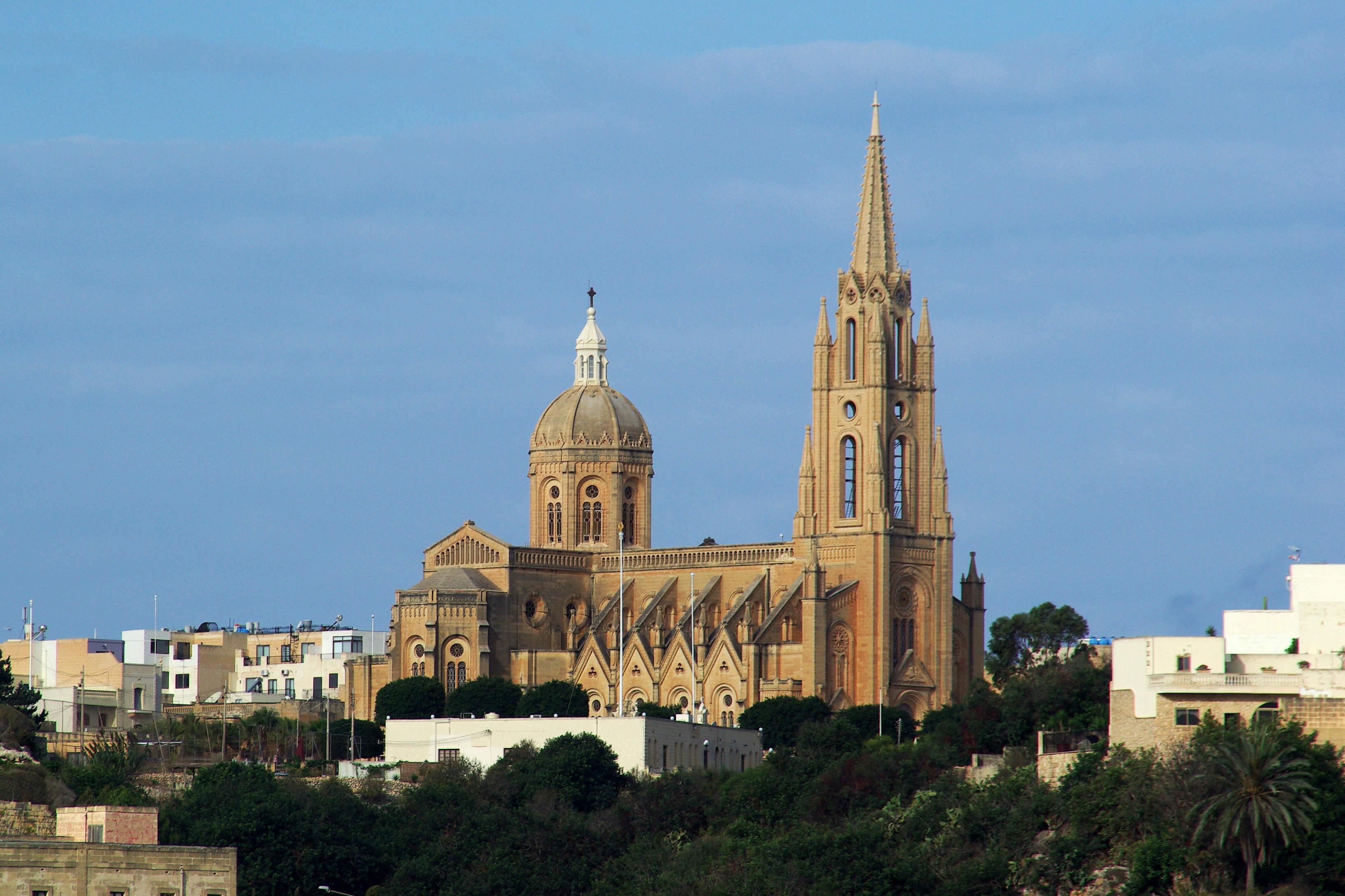
Parish Church of Our Lady of Loreto
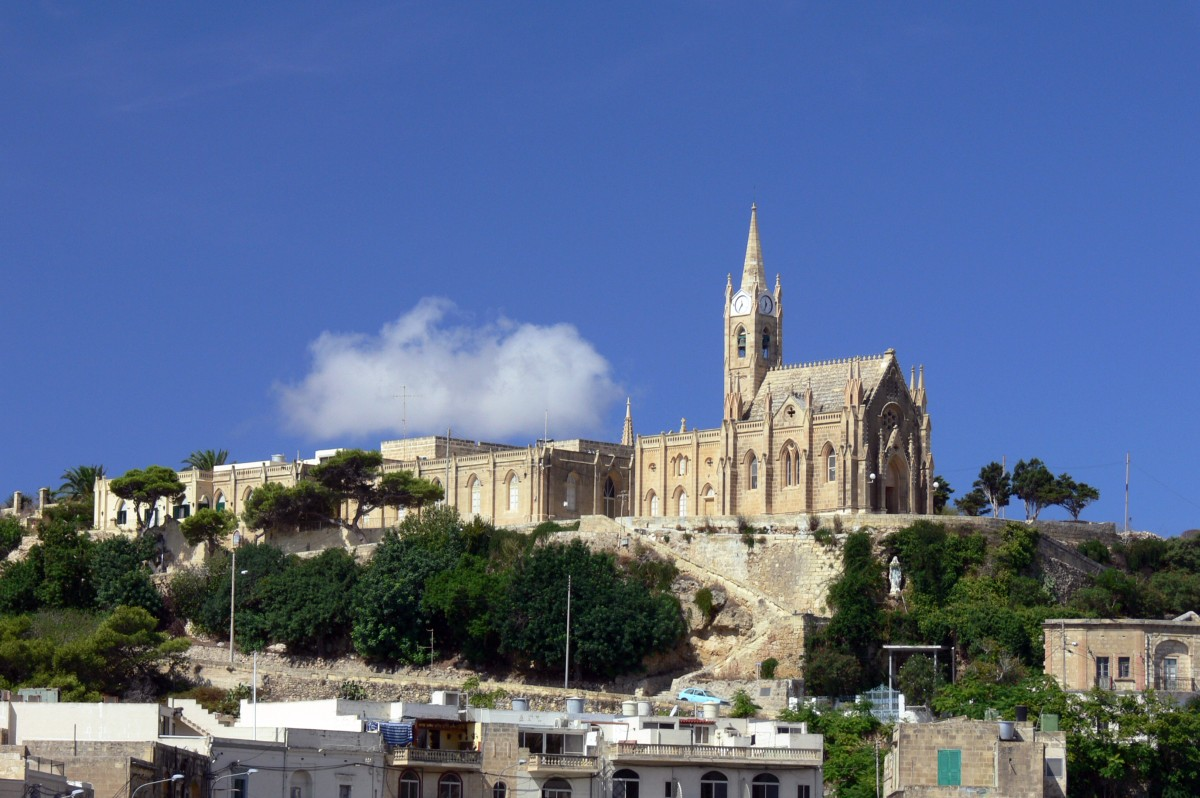
Church of the Madonna of Lourdes
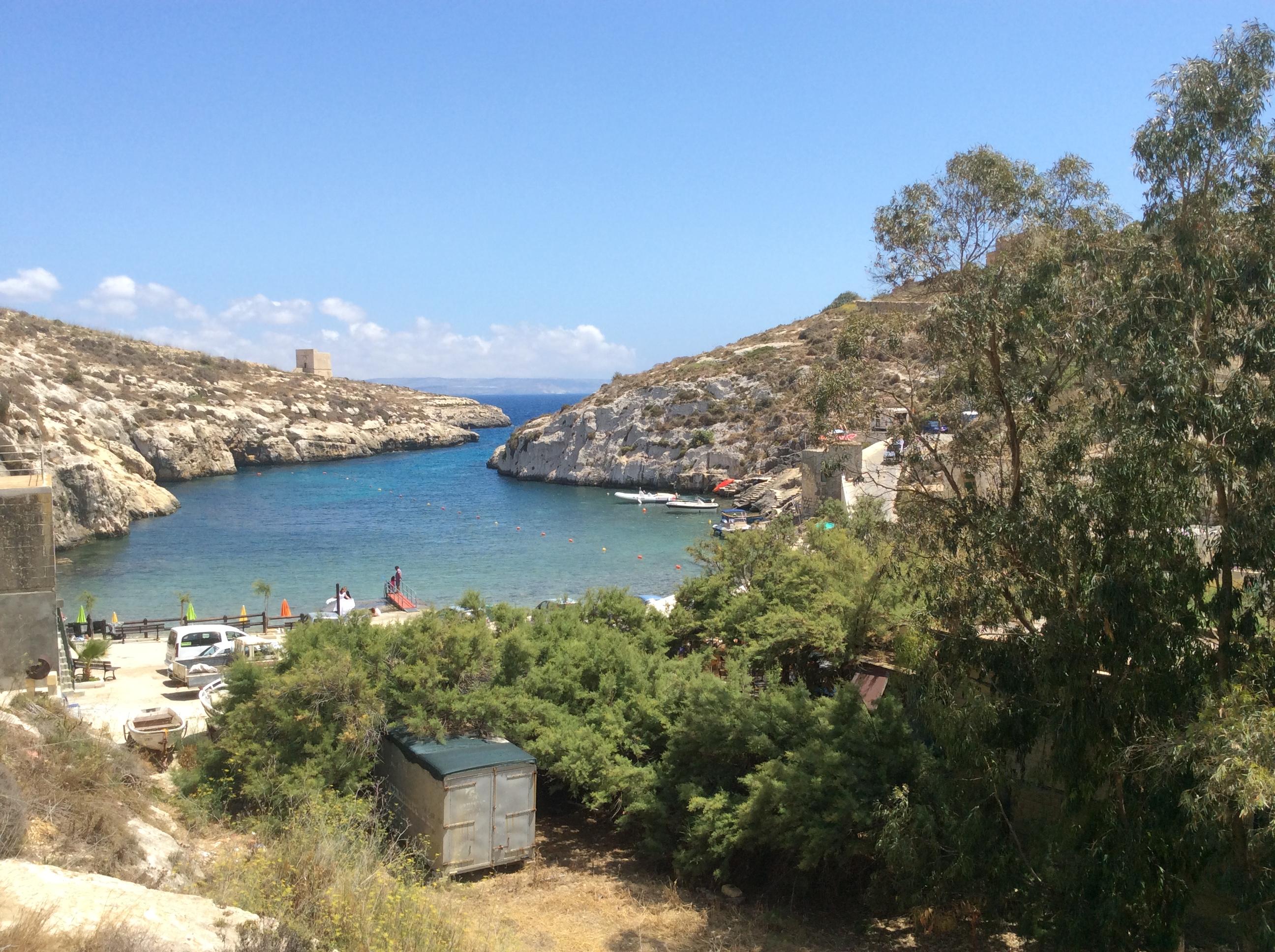
Zatoka Mġarr ix-Xini

## Sport
W miejscowości funkcjonuje klub piłkarski Għajnsielem F.C., powstały w 1936 roku.